# Alazani
L'Alazani (en georgià: ალაზანი, en àzeri: Qanıx) és un riu de Geòrgia i de l'Azerbaidjan que neix al Caucas, a la regió de la Tutxètia. És el principal afluent del Kura a l'est de Geòrgia, i flueix durant 351 quilòmetres. Part del seu recorregut forma la frontera entre Geòrgia i Azerbaidjan, abans de trobar-se amb el Kura al pantà de Mingəçevir.
El riu és probablement el mateix que el referit pels autors clàssics Estrabó i Plini com "Alazonius" o "Alazon", i també pot ser el riu Abas esmentat per Plutarc (Plut. Pomp. 35) i Cassi Dió (37.3) com a ubicació de la batalla dels Abas (65 aC).